# Hans Rosenfeld
Hans Rosenfeld (* 6. Mai 1926 in Schopfloch, Mittelfranken; † 9. Januar 2015 in New York City) war ein in Deutschland gebürtiger Jude, der dem Holocaust durch rechtzeitige Emigration entgehen konnte. Er kam seit 1996 regelmäßig von New York nach Mittelfranken, um Vorträge zur Völkerverständigung zu halten.

## Leben
Hans Rosenfeld wurde am 6. Mai 1926 als Sohn des Strickwarenfabrikanten Hermann und Anni (geborene Nussbaum) Rosenfeld in Schopfloch geboren. 1934 zog er aufgrund des zunehmenden Antisemitismus mit seiner Familie nach Neumarkt in der Oberpfalz. Da sich die Lage jedoch keineswegs verbesserte und Hans Rosenfeld in der Schule weiterhin Probleme mit den nichtjüdischen Schulkameraden hatte, emigrierte die Familie schließlich im Jahre 1937 mit einem Schiff nach Argentinien. Hier begann Hans Rosenfeld nach dem Zweiten Weltkrieg Jura und Wirtschaftsingenieurwesen zu studieren. Aufgrund der sich dort anbahnenden Diktatur unter Juan Perón jedoch verlegte er in den 1950ern seinen Wohnsitz nach New York, wo er bis 1972 zunächst in einer Recycling-Firma arbeitete und von 1972 bis 1995 schließlich eine Reiseagentur leitete. Insgesamt war Hans Rosenfeld viermal verheiratet. Aus erster Ehe hatte er eine Tochter, die ihrerseits inzwischen bereits dreifache Mutter und zweifache Großmutter ist.
Obwohl Rosenfeld zunächst aufgrund der nationalsozialistischen Verbrechen mit seiner ehemaligen Heimat gebrochen hatte, revidierte er 1969 sein Bild von Deutschland: Im Zuge einer Schiffsreise auf dem Rhein fragte der junge deutsche Kapitän auf einer vom größtenteils italienischen Personal veranstalteten Party, weshalb Rosenfeld der deutschen Sprache mächtig sei. Als Rosenfeld ihm erklärte, dass er ein ursprünglich aus Deutschland stammender Jude sei, schämte sich der Kapitän über seine Frage und das – um Hans Rosenfeld persönlich zu zitieren -

„obwohl klar war, dass er bei Kriegsende kaum älter als sechs Jahre gewesen sein und damit noch keine persönliche Mitverantwortung für den nationalsozialistischen Terror haben konnte. In dem Augenblick wurde mir klar, dass ich mit meiner pauschalen Verurteilung aller Deutschen und meinem Hass auf dieses Land falsch gelegen hatte. Das war für mich der Schlüsselmoment meines Lebens.“

 Hans Rosenfeld verstarb am 9. Januar 2015 im Alter von 88 Jahren infolge einer schweren Krankheit in New York.

## Verdienste
Hans Rosenfeld legte bis zuletzt großen Wert darauf, die Erinnerung an die jüdische Gemeinde lebendig zu halten: Dafür kam er seit 1996 zweimal im Jahr nach Mittelfranken und hielt an verschiedenen Orten – insbesondere an Schulen – Vorträge gegen Hass sowie Intoleranz beziehungsweise zur Völkerverständigung und über seine eigene Familiengeschichte. Deutlich wird dies anhand der Zeitungsartikel in seinem Blog. Weiterhin werden seine Familiengeschichte und seine Vorträge an fränkischen Schulen wie in Dinkelsbühl und Roth in der Dokumentation "Bücher kann man nicht befragen" thematisiert. Für die Reisekosten nach Franken kam er selbst auf, da er die Verständigung als seine Mission ansah. Zudem spielte Rosenfeld in verschiedenen Reportagen und Dokumentationen eine tragende Rolle zur Schilderung der jüdischen Lebensverhältnisse in Schopfloch: Dazu zählen der Film "Majem ist Wasser, Jajem ist Wein" sowie die Beiträge des Minderheitenmagazins MINET und der Medienwerkstatt Franken namens "Am Schabbes hat der Schoufet frei". Für seine Bemühungen um Verständigung erhielt er im Jahre 2005 sogar das Bundesverdienstkreuz.

## Videographie
- Hanan, Michael / Rieber, Gretel: Majem ist Wasser, Jajem ist Wein. Lachoudisch, die Geheimsprache von Schopfloch, Israel 2013, TC: 00:00:00-01:30:00.
- Helfer, Christine, Bericht in: MINET – das Minderheitenmagazin. Ausgabe 02.2014 (2014), in: http://www.minet-tv.com/videos/minet-das-minderheitenmagazin-ausgabe-02-2014-vom-09-04-14-m19-124-1.html (abgerufen am 27. April 2015), TC: 00:01:42-00:08:00.
- Tobias, Jim: "Am Schabbes hat der Schoufet frei" – Schopfloch eine Sprachinsel in Franken, Bericht in: Medienwerkstatt Franken (1998). http://vimeo.com/59215448 (abgerufen am 27. April 2015), TC: 00:00:00-00:10:58.
- Tobias, Jim: Bücher kann man nicht befragen, Bericht in: Medienwerkstatt Franken (2002). https://vimeo.com/59215451 (abgerufen am 27. April 2015), TC: 00:00:00-00:10:42.